# Hussa da Bernícia
Hussa governou de 585 a 592 e foi o sétimo governante do reino anglo-saxão da Bernícia.
Não é totalmente certo se Hussa era filho de Ida, fundador do reino da Bernícia, ou melhor, o líder de uma facção rival de anglos. Pouco se sabe sobre a vida e o reinado de Hussa. Em algum momento durante o seu reinado, as forças da coalizão de Rheged e os reinos britônicos de Strathclyde, Bernícia e Elmet sitiaram Hussa e foram quase bem sucedidos na expulsão dos reis anglos da Bernícia para fora da Britânia. Acredita-se que esta aliança acabou por fracassar devido às discussões entre as diferentes tribos britânicas que culminaram no assassinato de Urien, o rei de Rheghed, aproximadamente em 590 por seu ex-aliado, Morcant Bulc. De acordo com alguns historiadores, foi o rei Teodrico (572–579)  ou possivelmente Etelfrido (592–616) que foi cercado em Lindisfarne.
No entanto, existem algumas evidências encontradas na Crônica anglo-saxã que, após a morte de Hussa, houve um cisma entre sua família e a de Etelfrido da Nortúmbria, que pode ter sido seu irmão, sucessor de Hussa, por ela afirmar que Hering, filho de Hussa, comandou tropas de Áedán mac Gabráin contra Etelfrido na batalha de Degsastan em 603.
Os anos do reinado de Hussa são conjecturas: as fontes mais antigas diferem amplamente na ordem e nos anos de reinado dos reis entre a morte de Ida e o início do governo de Etelfrido em 592/593.